# Direktion für europäische Angelegenheiten
Die Direktion für europäische Angelegenheiten (DEA), bis 2012 Integrationsbüro, mit Sitz in Bern sollte im Auftrag der Schweizer Regierung:
- die europäische Integrationspolitik beobachten und deren Auswirkungen für die Schweiz analysieren und beurteilen
- die Europapolitik des Bundes koordinieren – integrationsrechtliche und -politische Angelegenheiten, Verträge mit der EU (gemeinsam mit anderen Stellen der Verwaltung)
- über die schweizerische Europapolitik und über die europäische Integration informieren.

Es bestand von 1961 bis 2012 als gemeinsame Dienststelle des Eidgenössischen Departements für auswärtige Angelegenheiten (EDA) und des Eidgenössischen Volkswirtschaftsdepartements (EVD). Mit der Departementsreform per 1. Januar 2013 wurde das Integrationsbüro als Direktion für europäische Angelegenheiten (DEA) ausschliesslich dem Eidgenössischen Departement für auswärtige Angelegenheiten unterstellt. Per 1. Januar 2021 wurden die Aufgabenbereiche der Direktion im Rahmen einer Strukturreform in das Staatssekretariat im EDA überführt.